# Welldeck

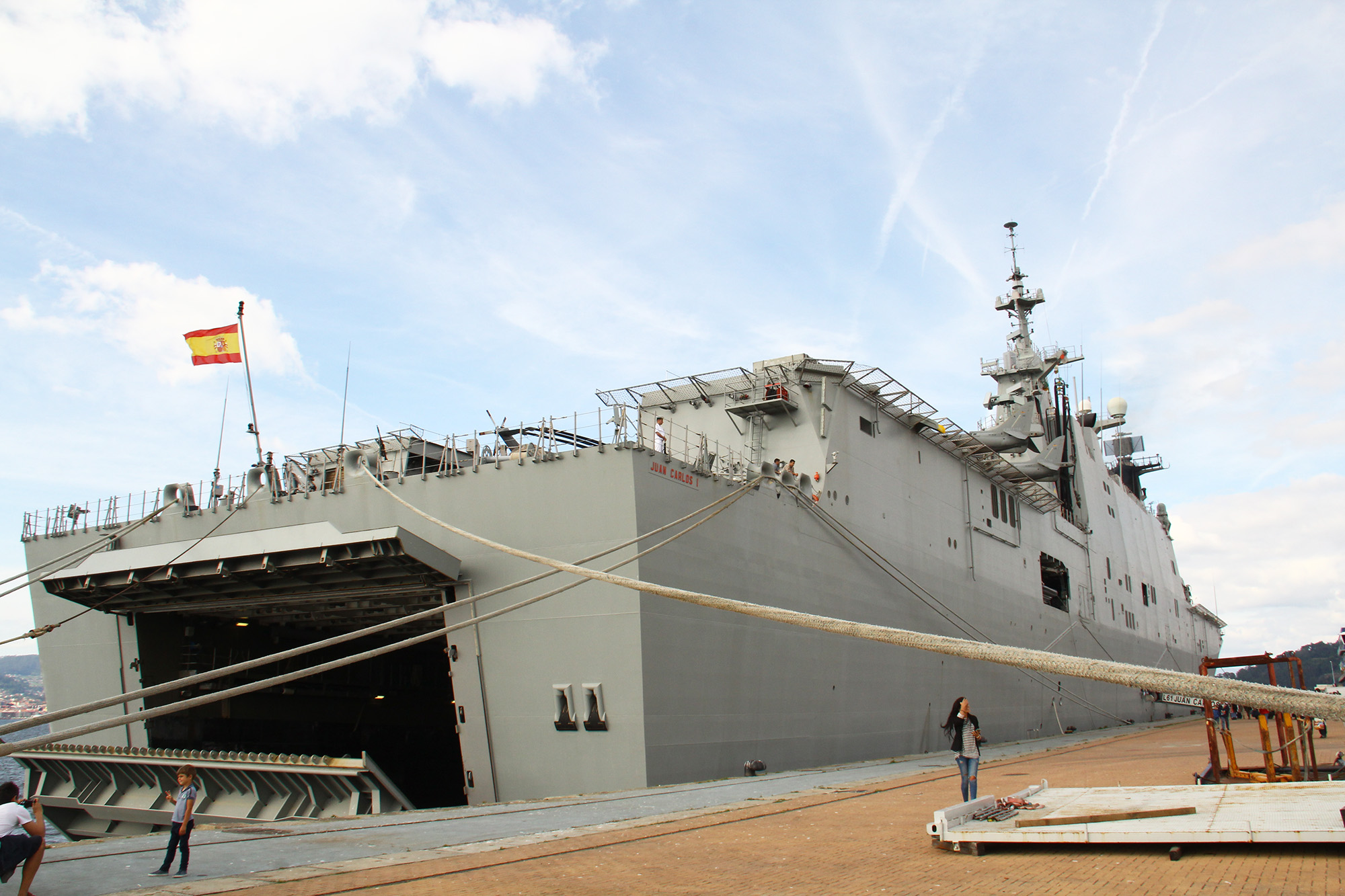
Ein Welldeck ist im Heck des Rumpfes vorgesehen.

Welldeck, seltener auch Brunnendeck, Tiefdeck oder gesenktes Deck (von englisch well ‚Brunnen‘), ist auf Schiffen mit verschieden hohen oben offenen Decks der tiefste Bereich zwischen davor und dahinter liegenden höheren Decks. Die Bezeichnung leitet sich davon ab, dass überkommendes Wasser von den höheren Bereichen wie in einen Brunnenschacht hier hin abfließt, so dass dieses Deck besonders oft unter Wasser steht. Umgangssprachlich wurden Welldecks auch Versaufloch genannt. Bei sogenannten Welldeckschiffen oder kurz Welldeckern ist das Welldeck der ungedeckte Bereich des Hauptdecks zwischen Back und Manöverdeck, also zwischen dem erhöhten Bugbereich und den etwa mittigen Aufbauten. Der Welldecker kam als Schiffsentwurf im 19. Jahrhundert, zunächst in Großbritannien, auf und wurde in verschiedenen Ausprägungen bis in die 1960er Jahre gebaut.
Bei Docklandungsschiffen wird auch der mehrgeschossige Laderaum im Heck amphibischer Angriffsschiffe, welcher bei Bedarf geflutet und achtern durch ein großes Tor von mitgeführten Landungsbooten befahren werden kann, oft als Welldeck bezeichnet. Im anglo-amerikanischen Sprachgebrauch wird dafür aber auch well dock verwendet.

## Funktionsweise von Welldecks auf Militärschiffen

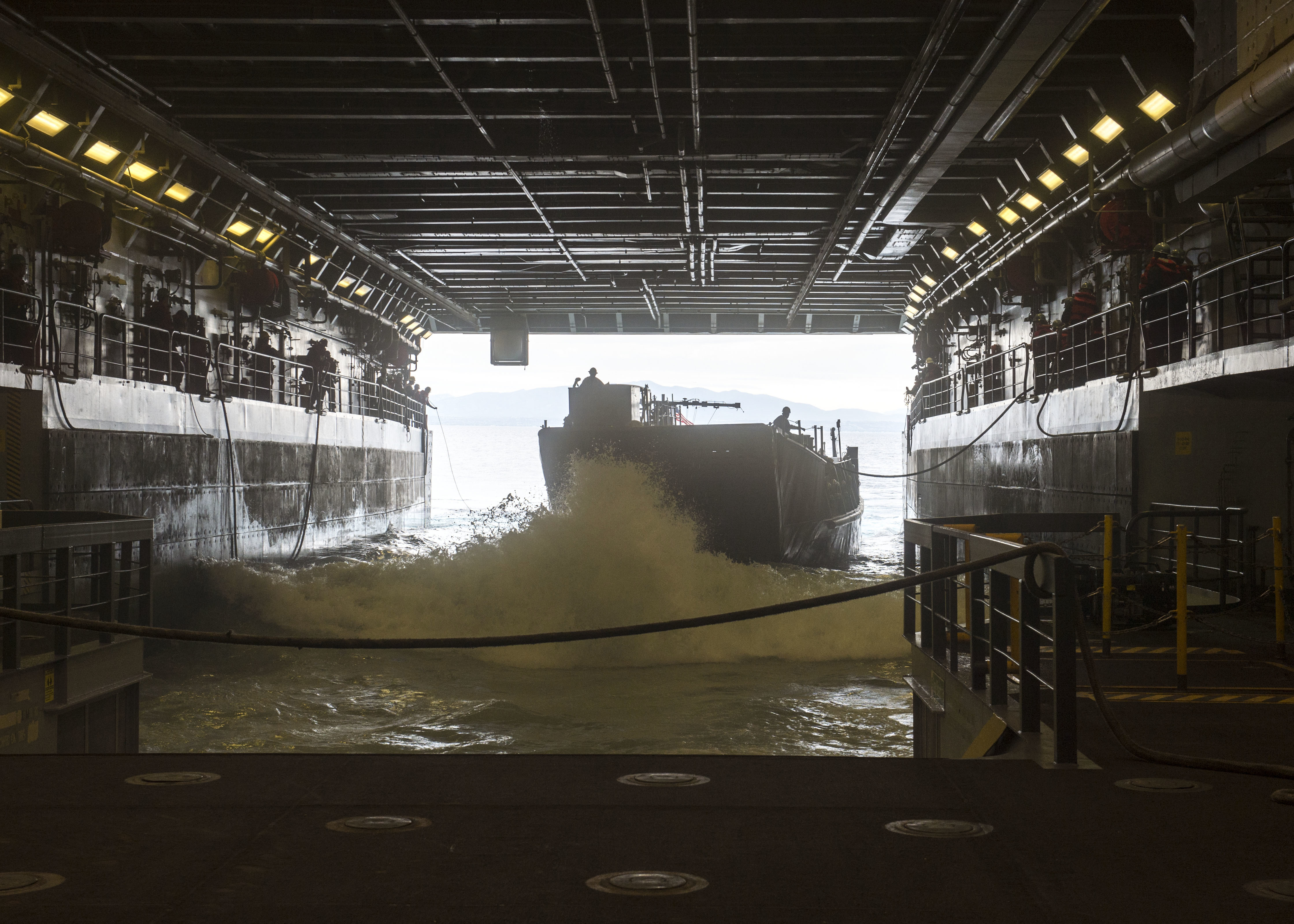
LCU des USMC kehren ins geflutete Welldeck der Green Bay zurück

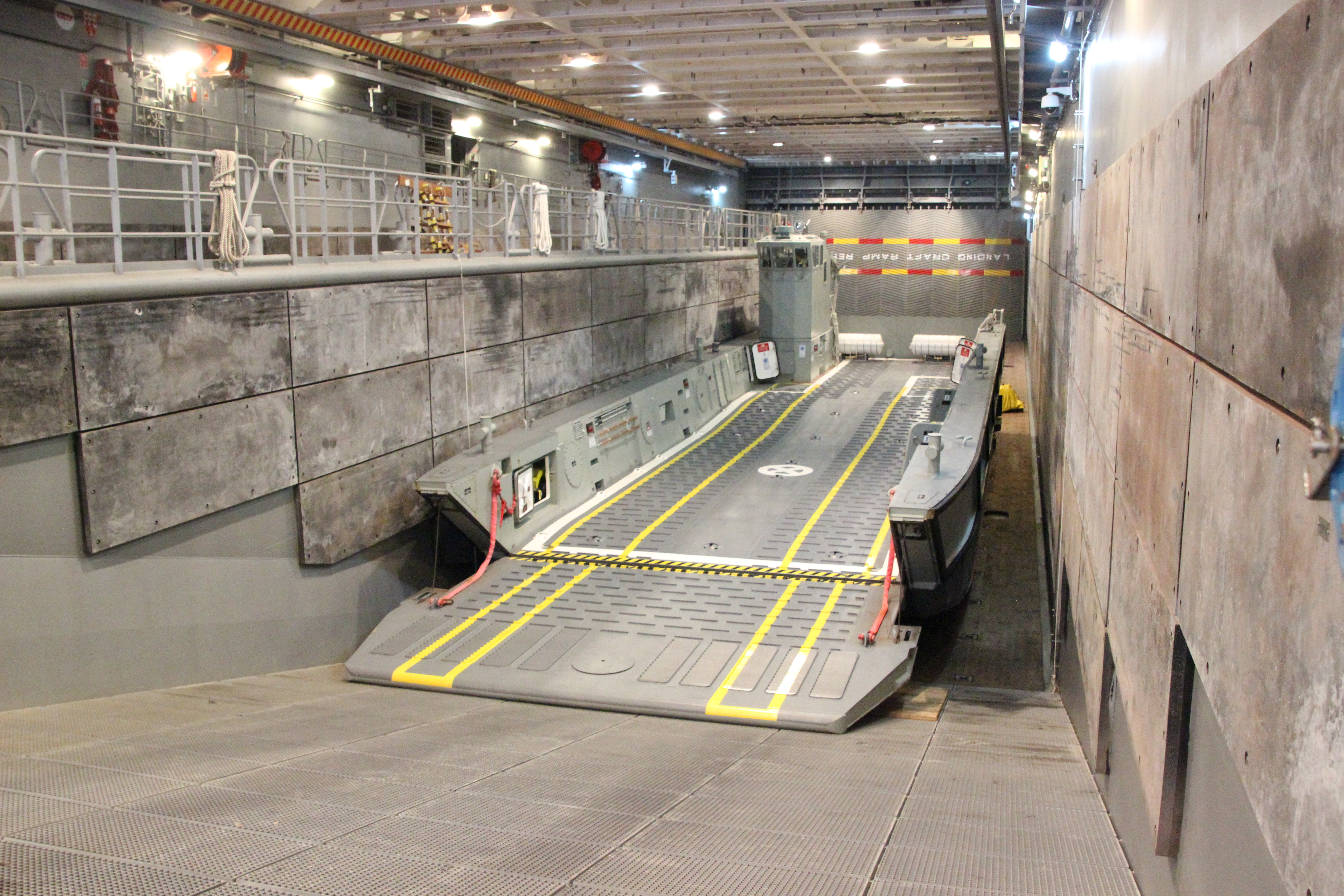
Trockenes Welldeck der Canberra-Klasse

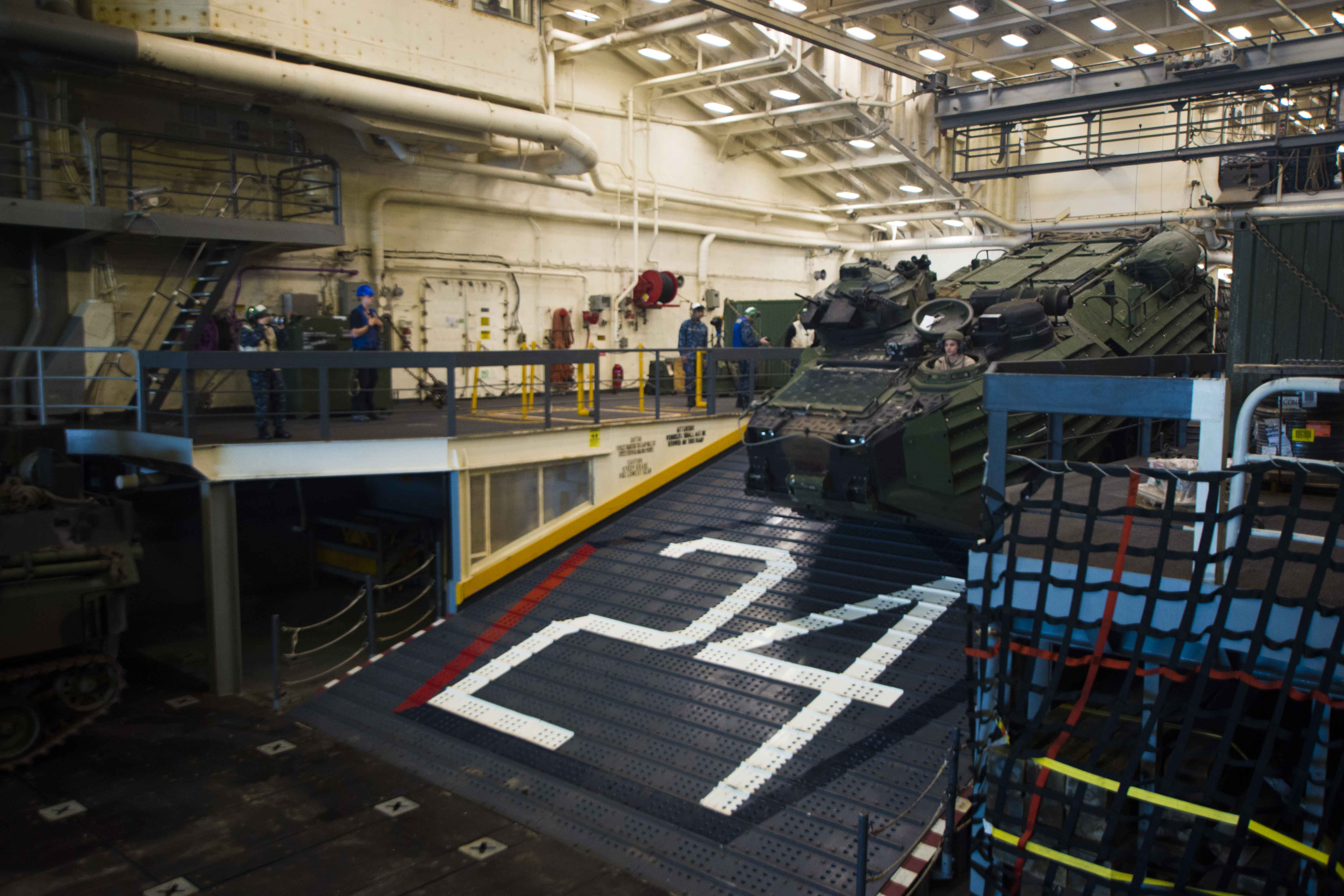
Ein assault amphibious vehicle steigt die Rampe der Arlington hinab

Während der Überfahrt ist das Tor geschlossen und das Welldeck trocken. Erreicht das Schiff sein Einsatzgebiet, so werden große seitliche Ballasttanks mit Wasser gefüllt, bis sich das Heck des Schiffes so weit ins Meer senkt, dass das Welldeck geflutet wird. Die zusätzliche Eintauchtiefe beträgt bis zu 10 Meter. Das Schiff steht dabei still oder macht langsame Fahrt.
Aus Transportdecks im Innern der amphibischen Angriffsschiffe fahren Fahrzeuge, Lastwagen und Panzer über eine Rampe in die Landungsboote. Das voll beladene Landungsboot verlässt über das nun abgesenkte Tor den Rumpf des Schiffes und steuert in Richtung Küste, um dort seine Fracht zu entladen. Die Schiffe befinden sich dabei 50–100 Kilometer von der Küste entfernt in internationalen Gewässern und weitgehend geschützt vor feindlichem Feuer. Diese Operationsweise wird auch Over the Horizon (OTH, deutsch „hinter dem Horizont“) genannt.
Für die Operation mit Luftkissenbooten des Typs LCAC ist das Fluten des Welldecks nicht nötig. Diese können über das offene Tor als Rampe direkt auf die Meeresoberfläche gleiten. Die Amtrac-Schwimmpanzer des Marine Corps benötigen keine Landungsboote, sondern fahren vom Welldeck aus direkt ins offene Meer.
Welldecks auf Docklandungsschiffen können über 100 m lang sein, so dass bei einigen für die raschere Beladung mittels Ladekran eine große Öffnung nach oben mittschiffs eingebaut wurde.
Alle entsprechenden Schiffe der US Navy müssen sich alljährlich für diese amphibischen Operationen qualifizieren, die sogenannte Well Deck Certification.

## Maße
Maße der Welldecks bekannter Schiffsklassen:
| Klasse                | Marine                 | Typ | Länge in m | Breite in m | Fläche m² |
| --------------------- | ---------------------- | --- | ---------- | ----------- | --------- |
| Tarawa-Klasse         | Vereinigte Staaten     | LHA |            |             |           |
| Wasp-Klasse           | Vereinigte Staaten     | LHD | 81,4       | 15,2        | 1237      |
| Whidbey-Island-Klasse | Vereinigte Staaten     | LSD | 134,1      | 15,2        | 2038      |
| Foudre-Klasse         | Frankreich             | LSD | 122,0      | 14,3        | 1745      |
| Ouragan-Klasse        | Frankreich             | LSD | 120,0      | 13,2        | 1584      |
| Mistral-Klasse        | Frankreich             | LHD |            |             | 885       |
| San-Antonio-Klasse    | Vereinigte Staaten     | LPD | 55,0       | 14,0        | 770       |
| Albion-Klasse         | Vereinigtes Königreich | LPD | 60,0       | 15,0        | 900       |
| Bay-Klasse            | Vereinigtes Königreich | LSD | 39,0       | 14,0        | 546       |
| Canberra-Klasse       | Australien             | LHD | 69,3       | 16,8        | 1164      |

Weitere Docklandungsschiffe werden von der italienischen, der niederländischen, der spanischen und der chinesischen Marine betrieben.